# 宇野功芳
宇野 功芳（うの こうほう、1930年5月9日 - 2016年6月10日）は、日本の音楽評論家、指揮者。東京都生まれ。国立音楽大学声楽科卒。
父は漫談家の牧野周一、長弟の宇野弘二は牧原弘二の芸名でジャズシンガーとして活動、次弟の宇野道義（筆名・宇野通芳、1945年 - 1997年）は帝京大学助教授を務めた。
なお功芳は筆名であり、本名は宇野功（うの いさお）である。あまりに身体が弱かったため父の牧野から心配され、功が23歳のとき牧野が姓名判断によって貰ってきた名前が功芳であるという。以前は宇野功芳を「うの いさお」と読み筆名としていた。

## 略歴
1930年5月9日、漫談家の牧野周一の長男として東京に生まれる。4歳のときに童謡の会「金の鈴子供会」に入り、小学校5年生までここで童謡を歌っていた。旧制東京府立第四中学校在籍中に学制改革に遭い、東京都立第四高等学校（現在の東京都立戸山高等学校）を卒業、同校在学中にも合唱活動に熱中していた。早稲田大学英文科と上智大学英文科に合格し、後者に入学するも、合唱部のレベルが低いと知って失望したことなどから、入学金を払っただけで中退した。1950年秋からテノールの鷲崎良三のもとでレッスンを受け、6年かかって国立音楽大学声楽科に入学する。
この間に体を壊し、肺結核で闘病生活を送った宇野は1952年、敬愛する指揮者ブルーノ・ワルターに手紙を出したところ、ブロマイド付きの返事を得た。これがきっかけとなり、『ディスク』において「ブルーノ・ワルターの芸術」を執筆し評論家としてデビューすることになる。
しかし音大入学前より合唱指揮者を目指していた宇野にとって、評論を生業にすることは当初、不本意だと感じていたようである（近著『宇野功芳の「クラシックの聴き方」』では、学生の頃から取り組み続けている合唱への愛を繰り返し表明する一方、原稿を書くのは「あまり好きじゃない」と告白している）。ともあれ数年後には『レコード芸術』（音楽之友社）とのつきあいがはじまり、やがて数多くの雑誌で執筆活動を行うようになる。1963年ごろ『合唱界』（東京音楽社）誌上で日下部吉彦、佐々金治とともに鼎談による演奏批評を行っていたこともある。
2016年6月10日、老衰のため埼玉県新座市の病院で死去した。86歳没。

## 文筆
評論家としての宇野は、独自の鑑識眼を特異な筆致で断定的に書き上げる批評様式（後述）で、熱心な信奉者があった反面、その断定的で忌憚のない文章を嫌う者も多かった。1989年に講談社現代新書から出版した『クラシックの名曲・名盤』がベストセラーとなったことで、知名度と人気が高まり、宇野の独断的な批評も概ね一般の認知を得る形となった。
文筆活動の一方で、成蹊大学や帝京大学、跡見学園女子大学の合唱団の常任指揮者を務めた。1960年代からKTU女声合唱団（KTUは小松川高校定時制宇野の略）を主宰。1978年からはオーケストラの指揮も始め、日本大学管弦楽団を皮切りに新星日本交響楽団、アンサンブルSAKURA、大阪フィルハーモニー交響楽団、東京フィルハーモニー交響楽団などと共演した。合唱、管弦楽の両分野で多くのレコード、CDが発売されている。
音楽面以外の趣味としては四柱推命がある。著書「いいたい芳題」には「四柱推命と演奏家たち」「四柱推命でショパンの誕生日を推理する」という章がある。また、プロ野球では近鉄バファローズのファンで「日本で一番大リーグのベースボールに近いのがバファローズ」と語っていた。

## 評論の特徴
本人の主張によれば、常に自分だったらどう演奏するかを頭に置き、演奏家の視点を反映させて評論しているから、「主観的」になるのは当然だということである（例えば、宇野功芳へのインタビューを参照）。
断定的な言い切り表現（「○○だ」「○○である」）が多用され、悪いと感じた演奏に対する遠慮のない辛口表現（「メータのブルックナーなど聴くほうがわるい、知らなかったとは言ってほしくない」「あの顔を見れば、およそどのような指揮をする人であるかは一目瞭然」など）が用いられる。このほか「切れば血の出るような」「光彩陸離たる」「コクのある響き」「いのちを賭けた遊び」など、彼特有の言い回しは多い。
そのアクの強い文章は、しばしばクラシックファンの揶揄やパロディの対象となる。『クラシック悪魔の辞典』（1999年鈴木淳史著・洋泉社）には「ウノ語」という項目があり、「神が、宇野功芳だけに使用をお許しになったといわれる、独創性に彩られた最高級の紋切言葉。」と解説されている。
人気や巷間の評判などにかかわらず、良くないと思った演奏や演奏家はバッサリ切り捨てる（稿料をもらっているであろうディスクのライナーノートでさえ一切ほめずに酷評していることがある＝クレンペラー指揮、ブルックナー交響曲8番など。敬愛するワルターの演奏でも駄目なものはバッサリ酷評している）が、優れていると思った演奏は、ふだん酷評ばかりしている演奏家のものであってもしっかりと褒めている。たとえば、カラヤンには総じて批判的だが、褒めるときは思いきって激賞している。
また、「音楽評論家である以上、好き嫌いではなく良し悪しを語らなければならない」とも述べる。

## 評論家としての功績
日本におけるクラシック音楽受容を語る上で、宇野の影響は無視できない。たとえば日本では長年、色物的な扱いに甘んじていた指揮者、ハンス・クナッパーツブッシュを風潮にとらわれず長年にわたり一貫して評価したことは、クナッパーツブッシュのディスクがレコード店の店頭から消え去るのを防ぐ一助となった。
また宇野が著書『名演奏のクラシック』（1990年、講談社現代新書）で褒めちぎったピアニストであるエリック・ハイドシェックは、それ以後日本での演奏機会が激増し、廃盤になっていた数多くのディスクも再発売された。ハイドシェックの来日公演の際、宇野は指揮者として、ピアノ協奏曲（「皇帝」と「K595」）の伴奏も務めている。
また日本人指揮者では朝比奈隆を支持し続け、20世紀末には「朝比奈ブーム」とも言うべき社会現象を巻き起こした。それを通じて、朝比奈が得意としていたブルックナーをクラシックファンに浸透させていった業績も見落とすことができない。
他にはオットー・クレンペラー（宇野が擁護した頃は、実は日本での現役盤が極めて少なかった）やロヴロ・フォン・マタチッチ、エフゲニー・ムラヴィンスキー、レオポルド・ストコフスキーなど、いわゆる「スケールの大きな演奏をする演奏家」「個性的な演奏をする演奏家」を擁護している。逆に、一見淡々としているがニュアンスや香りの深い演奏家にも好意的であり、クレメンス・クラウス、カール・シューリヒト、オトマール・スウィトナー、ポール・パレーらが挙げられる。
ハイドシェック賛美に関しては、黒田恭一や渡辺和彦らが直接的ではないものの、宇野の賛美を遠まわし的に嘲笑する発言をしている（特に渡辺は、「日本の一部でのみ支持者がいるハイドシェック…」と暗に宇野の存在をにおわす発言をしている）。

## 指揮者として
評論家としての知名度の高さゆえに、指揮活動が隠れてしまっている面は否めないが、本人は、合唱指揮者が本職だと主張している（『宇野功芳の「クラシックの聴き方」』）。宇野が指揮したレコード、CDは、プライベート盤を含めて延べ50枚以上に及ぶが、合唱の分野はそのうちの約7割を占める。彼は、合唱の中でもとりわけ女声合唱に魅了され、モーツァルトの「戴冠ミサ」や「魔笛」、日本の昔の歌謡曲などを女声合唱曲に編曲し、日本女声合唱団などで演奏している。
オーケストラ指揮者としての宇野は、レパートリーを古典派とロマン派に絞っている。とりわけモーツァルト、ベートーヴェン、ブルックナーが中心になっている。アマチュア団体のアンサンブルSAKURAを指揮したCDをいくつか発売しているが、その解釈は独特なものである。

## 著作
- 『たてしな日記』（音楽出版社[私家版]／1969 → 帰徳書房／1974 → 学習研究社／2003）
- 『ブルーノ・ワルター レコードによる演奏の歩み』（音楽之友社／1972;1979改訂）
- 『モーツァルトとブルックナー』（帰徳書房／1973;1977改訂 → 学習研究社／2002）
- 『名曲とともに』（帰徳書房／1974;1977改訂 → 学習研究社／2002）
- 『オーヴェルニュの歌 宇野功芳随筆集』（帰徳書房／1976 → 学習研究社／2002）
- 『フルトヴェングラーの名盤 全レコード批評』（芸術現代社／1977）
- 『音楽には神も悪魔もいる 宇野功芳の世界』（芸術現代社／1981）
- 『僕の選んだベートーヴェンの名盤』（音楽之友社／1982）
- 『オーケストラのたのしみ 僕の名盤聴きくらべ』（共同通信社／1983;1990改訂）
- 『クラシックの名曲・名盤』（講談社現代新書／1989;1996新版）[12]
- 『名演奏のクラシック』（講談社現代新書／1990）
- 『交響曲の名曲・名盤』（講談社現代新書／1991）
- 『協奏曲の名曲・名盤』（講談社現代新書／1994）
- 『名指揮者ワルターの名盤駄盤 全盤レコード番号・CD番号付き』（講談社+α文庫／1995）
- 『フルトヴェングラーの全名演名盤』（講談社+α文庫／1998）
- 『魂に響く音楽』（音楽之友社／1999）
- 『宇野功芳のクラシック名曲名盤総集版』（講談社／2001;2007改訂） [13]
- 『宇野功芳の白熱CD談義ウィーン・フィルハーモニー』（ブックマン社／2002）
- 『指揮者・朝比奈隆』（河出書房新社／2002）
- 『わが魂のクラシック』（青弓社／2003）
- 『いいたい芳題』（学習研究社／2004）
- 『モーツァルト 奇跡の音楽を聴く』（ブックマン社／2006）
- 『宇野功芳の「クラシックの聴き方」』（音楽之友社／2006）
- 『宇野功芳樂に寄す』音楽之友社  2010
- 『ベートーヴェン 不滅の音楽を聴く』（ブックマン社／2013）
- 『演奏の本質 宇野功芳対話集』音楽之友社 2015

### 共著編
- 編『宇野功芳編集長の本 音から音楽へ』（音楽之友社／1999）
- 中野雄、福島章恭共著『クラシックCDの名盤』（文春新書／1999;2008新版）
- 中野雄、福島章恭共著『クラシックCDの名盤 演奏家編』（文春新書／2000;2009新版）
- 『クラシック人生の100枚 異論・反論vs返答付』宇神幸男、金子建志、平林直哉、福島章恭、松沢憲、安田和信、渡辺政徳共著（音楽之友社／2003）
- 企画・編集『フルトヴェングラー 没後50周年記念』（学習研究社／2005）
- 『ブルーノ・ワルター 没後50年記念 宇野功芳編集長の本』編 音楽之友社  2012
- 『「音楽」と「音」の匠が語る目指せ!耳の達人～クラシック音楽7つの"聴点"～Listening Point』山之内正共著 音楽之友社 2013
- 『クラシックCDの名盤 大作曲家篇』中野雄,福島章恭共著 文春新書 2014